# Coupe de France 1921/22
Der Wettbewerb um die Coupe de France in der Saison 1921/22 war die fünfte Ausspielung des französischen Fußballpokals für Männermannschaften. In diesem Jahr meldeten 259 Vereine.
Titelverteidiger war der inzwischen in Saint-Ouen beheimatete Red Star Club, der die Trophäe erneut gewann – eine Premiere im noch jungen Wettbewerb. Dies war sein zweiter Pokalsieg bei der zweiten Finalteilnahme. Endspielgegner Stade Rennes Université Club stand erstmals in einem Finale, und die Bretonen waren überhaupt erst die dritte Mannschaft, die nicht aus Paris bzw. seiner unmittelbaren Umgebung stammte, der dies gelang. Wie bereits 1919 und 1920, als sie sogar das Halbfinale erreichte, drang La Vie au Grand Air du Médoc aus Bordeaux erneut als einziges südfranzösisches Team in die Phalanx der Mannschaften aus dem Norden des Landes ein.

Überschattet wurde der Wettbewerb – wie häufig in der Zeit vor Einführung einer professionellen Liga (1932) – vom Konflikt zwischen den Verfechtern eines „reinen Amateurismus“ und denjenigen Vereinen, die Spieler mehr oder minder offen mit materiellen Vergünstigungen anlockten.
Nach den regional organisierten Qualifikationsrunden – wovon alle Mannschaften ausgenommen waren, die im Vorjahr das Sechzehntelfinale erreicht hatten – begann ab der Runde der letzten 64 Mannschaften der landesweite Wettbewerb. Die Pokalkommission des Landesverbands FFF setzte für Zweiunddreißigstel- sowie Sechzehntelfinale sämtliche Begegnungen und das jeweilige Heimrecht fest, wobei Fragen der Reisedistanzen im großflächigen Frankreich ebenso eine Rolle spielten wie die Qualität der an den jeweiligen Orten vorhandenen Spielstätten und der Infrastruktur. Erstmals überhaupt wurden die Spielpaarungen ab dem Achtelfinale frei ausgelost; ab dieser Runde gab es nur noch Partien auf neutralem Platz. Endete eine Begegnung nach Verlängerung unentschieden, wurden solange Wiederholungsspiele ausgetragen – in Zweiunddreißigstel- wie Sechzehntelfinale theoretisch abwechselnd bei beiden Teams –, bis ein Sieger feststand.

## Zweiunddreißigstelfinale
Spiele am 19., Wiederholungsmatches am 18. Dezember 1921 und am 15. Januar 1922
| - CA Ivry – FC Rouen 0:5 - US Forbach – JA Saint-Ouen 1:5 n. V. - US Dunkerque-Malo – FC Dieppe 0:1 - USA Clichy – AS Strasbourg 1:1 n. V., 1:8 - US Annemasse – FC Cette 1:2 - FC Beauvois – Racing Calais 1:2 - AS Cannes – CO Billancourt 5:0 - Le Havre AC – SC Tourcoing 2:0 - Stade Raphaëlois – VGA du Médoc 0:3 - AF La Garenne-Colombes – US Boulogne 1:8 - SC La Bastidienne Bordeaux – SO Montpellier 3:1 - AC Amiens – AS Française Paris 2:1 - CA Vitry – Stade Bordeaux UC 3:1 n. V. - AS Valentigney – Lyon OU 2:1 n. V. - US Tourcoing – US Quevilly 1:0 - US Belfort – SC Red Star Strasbourg 0:1 | - US Saint-Servan – Étoile des Deux Lacs 6:1 - Phocée Club Marseille – Stade Français Paris 1:6 - Stade Rennes UC – Bordeaux AC 2:1 n. V. - FEC Levallois – AS Brest 3:0 - Racing Roubaix – Stade Le Havre 4:0 - Stade Saint-Brieuc – CS Jean Bouin Angers 3:1 - RC Strasbourg – US Suisse Paris 0:2 - Racing Club de France – FC Bischwiller 07 4:2 - SCO Angers – Olympique Paris 0:8 - Stade Toulouse – CASG Paris 1:3 - CA Paris – SM Caen 4:1 - FC Mulhouse 1893 – CS des Terreaux Lyon 1:1 n. V., 1:3 (a), 6:0 - CA Metz – VGA Saint-Maur 5:3 - FC Lyon – Olympique Marseille 0:3 - Olympique Lille – Club Français Paris 5:1 - Red Star Club – FC Sotteville 7:0 |

## Sechzehntelfinale
Spiele am 8., Wiederholungsmatches am 22. und 29. Januar 1922
| - FC Rouen – CA Vitry 4:0 - JA Saint-Ouen – Stade Rennes UC 2:3 - FC Dieppe – Red Star Club 1:3 - Racing Calais – AS Strasbourg 5:0 - AS Cannes – SC La Bastidienne Bordeaux 1:0 - VGA du Médoc – US Saint-Servan 5:1 - US Boulogne – US Suisse Paris 1:0 n. V. - AC Amiens – FC Cette (b) | - SC Red Star Strasbourg – US Tourcoing 1:2 - Stade Français Paris – Le Havre AC 1:1 n. V., 0:3 - FEC Levallois – Racing Roubaix 4:3 n. V. (c), 1:1 n. V., 0:4 - Olympique Paris – Stade Saint-Brieuc 9:2 - CASG Paris – AS Valentigney 5:0 - FC Mulhouse 1893 – Racing Club de France 1:2 n. V. - Olympique Marseille – CA Paris 1:0 n. V. - Olympique Lille – CA Metz 8:0 |

## Achtelfinale
Spiele am 5. Februar 1922
| - FC Rouen – Olympique Marseille 3:0 - Stade Rennes UC – Le Havre AC 3:0 - Red Star Club – AC Amiens 4:0 - VGA du Médoc – Racing Calais 2:0 | - US Tourcoing – Racing Club de France 1:0 - Olympique Paris – Racing Roubaix 2:0 - CASG Paris – AS Cannes 1:0 - Olympique Lille – US Boulogne 1:0 |

## Viertelfinale
Spiele am 5., Wiederholungsmatches am 18. März 1922
| - FC Rouen – CASG Paris 2:1 - Stade Rennes UC – Olympique Lille 1:1 n. V., 1:0 | - Red Star Club – US Tourcoing 2:1 - Olympique Paris – VGA du Médoc 2:2 n. V., 4:1 |

## Halbfinale
Spiele am 2. April 1922
| - Red Star Club – FC Rouen 2:1 | - Olympique Paris – Stade Rennes UC 0:3 |

## Finale
Spiel am 7. Mai 1922 im Stade Pershing von Paris vor 25.000 Zuschauern
- Red Star Club – Stade Rennes UC 2:0 (1:0)

### Mannschaftsaufstellungen
Auswechslungen waren damals nicht möglich; die meisten französischen Vereine hatten in dieser Zeit noch keine fest angestellten Trainer.
Red Star Club: Pierre Chayriguès – Maurice Meyer, Lucien Gamblin  – Raoul Marion, Robert Joyaut, Philippe Bonnardel – Lucien Cordon, Maurice Thédié, Paul Nicolas, Marcel Naudin, Raymond Sentubéry
Stade Rennes UC: Charles Berthelot – Ernest Molles, Bernard Lenoble – Pierre Gastiger, François Hugues , Georges Scoones – Émile Bourdin, Maurice Gastiger, Jean Caballero, Hervé Marc, Raoul Delalande
Schiedsrichter: Edmond Gérardin (Paris)

### Tore
1:0 Nicolas (14.)

2:0 Sentubéry (87.)

### Besondere Vorkommnisse
Das Zuschauerinteresse stieg erneut deutlich an; die Besucherzahl des Finales nahm gegenüber dem Vorjahr um rund 7.000 zu. Schiedsrichter Gérardin, der bereits sein zweites Endspiel nach 1920 leitete, musste Marion (Red Star) und Scoones (Rennes) des Feldes verweisen.
Sieben Spieler von Red Star gewannen ihre zweite Coupe; nur Joyaut, Cordon, Thédié und Sentubéry waren Endspielneulinge. François Hugues und Émile Bourdin, im Vorjahr gleichfalls in der siegreichen Finalmannschaft, standen diesmal auf der anderen Seite.